# 치타공 구릉지대

차토그람 구릉 지대의 기

차토그람 구릉 지대(Chattogram Hill Tracts, CHT)는 방글라데시 남동부에 펼쳐진 구릉 지대로, 면적은 13,180km2에 이른다. 방글라데시, 인도와 미얀마의 국경 지대이며, 히말라야산맥의 연장 부에 해당한다. 행정 구역 상으로 차토그람주에 속한다. 1984년 전까지는 카그라차리, 랑가마티, 반다르반 세 구역으로 나눠어져 있었다.

## 개요
인구는 100만명에서 150만명에 이르며, 줌머(Jumma/Jummo, 화전민)로 총칭되는 원주민이 살고 있다. 줌머의 대부분은 불교도로 문화, 인종이 동남아시아의 주민에 가깝다. 이러한 원주민은 국민 모두 벵골인에게 하는 방글라데시 정부의 동화 정책으로 박해를 받고 있다. 따라서 긴장 상태에 있고, 치안 상태는 열악하다. 2011년 인구 센서스에서 상좌부 불교의 줌머가 전체의 50%, 무슬림계 벵골인 48%, 나머지가 힌두교, 기독교, 애니미즘 등으로 구성되어 있다.
1977년 민족의 자결권을 요구한 샨티 바히니와 방글라데시 육군 사이의 치타공 구릉지대 분쟁(1977년 - 1997년)이 발발했다. 이 분쟁으로 인해 미얀마 및 인도로 대량의 난민이 유입되었다.
현재, 한국내에 100명 가량이 난민자격으로 거주하고 있다.

## 주요 민족(줌머인)
- 챠크마 족 (Chakma)
- 마르 족 (Marma)
- 트리푸라 족 (Tripura)
- 탄찬갸 족 (Tanchangya)
- 차크 족 (Chak)
- 판코 족 (Pankhua)
- 므로 족 (Mru)
- 무렁 족 (Murung)
- 바운 족 (Bawn)
- 봄 족 (Bom)
- 루샤 족 (Lushai)
- 크양 족 (Kyang)
- 구르카 족
- 아삼 족 (People of Assam)
- 산타리 족
- 구미 족 (Khumi)